# پر کریستین فس
پر کریستین فس (به نروژی: Per-Kristian Foss) (زادهٔ ۱۹ ژوئیه ۱۹۵۰ در اسلو)، سیاست‌مدار عضو حزب محافظه کار نروژ و حقوق دان نروژی است.
وی در سال۱۹۷۵ با عضویت در شورای شهر اسلو وارد دنیای سیاست شد و در سال ۱۹۷۷ به عضویت مجلس نروژ درآمد که هم‌اکنون سمت نائب رئیس را به عهده دارد. وی در سال ۲۰۰۱ به سمت وزارت اقتصاد رسید و دورهٔ کوتاهی را به عنوان کفیل نخست وزیر نروژ ایفای مسئولیت کرد.
وی علناً همجنسگراست و که با عضویت خود در پارلمان راه را برای ورود سایر همجنسگرایان به رده‌های بالای سیاسی کشور هموار کرد.